# Mancomunidad Integral Lácara-Los Baldíos
No confundir con la Adecom-Lácara
No confundir con la Mancomunidad Integral de Servicios "Vegas Bajas" (anteriormente denominada Lácara-Sur)
La Mancomunidad Integral Lácara-Los Baldíos, inscrita el 24 de septiembre de 1991, y constituida por el Decreto de 11 de junio de 2008, se sitúa al noreste de la provincia de Badajoz, entre los términos municipales de Mérida y Badajoz, cuya sede se encuentra en la localidad de Villar del Rey, configurándose Alburquerque como el centro industrial y de servicios comarcales.
El 21 de octubre se celebra el día de la Mancomunidad Lácara-Los Baldíos

## Municipios
Este mancomunidad está conformada por los siguientes 8 municipios: 

De la Comarca Tierra de Badajoz (zona Los Baldíos, vinculada con la Sierra de San Pedro):
- Alburquerque (Partido judicial de Badajoz)
- La Codosera (Partido judicial de Badajoz)
- Villar del Rey (Partido judicial de Badajoz)

De la Comarca Tierra de Mérida - Vegas Bajas (zona Lácara norte):
- Carmonita (Partido judicial de Mérida)
- Cordobilla de Lácara (Partido judicial de Montijo)
- La Nava de Santiago (Partido judicial de Montijo)
- La Roca de la Sierra (Partido judicial de Montijo)
- Puebla de Obando (Partido judicial de Montijo)

Las localidades de Carmonita,  Cordobilla de Lácara, La Nava de Santiago, La Roca de la Sierra y Puebla de Obando junto con la pedanía cacereña de Rincón de Ballesteros formaron la mancomunidad de abastecimiento de agua denominada: Mancomunidad "Lácara Norte".